# Altar de San Francisco de Borja (Iglesia de San Francisco de Borja, Madrid)
El altar de San Francisco de Borja es un ara y retablo en la iglesia homónima de Madrid en que se conservan los restos de este santo.

## Historia
Los restos de San Francisco de Borja habían sido conservados en la primera casa profesa de la Compañía de Jesús en Madrid desde 1617. Hasta esta fecha los restos habían permanecido en la iglesia principal de los jesuitas en Roma, Il Gesú. El traslado a Madrid de estas reliquias a Madrid se produjo a partir de un acuerdo de la Compañía de Jesús con Francisco de Sandoval y Rojas, I duque de Lerma, nieto de San Francisco de Borja y valido que había sido de Felipe III. Por medio de este acuerdo el duque de Lerma, por entonces ya cardenal, tomó el patronato de la Casa Profesa de Madrid y los restos del santo se trasladaron a la iglesia de esta, viajando desde Roma.
Desde 1622 los restos se guardaron en una urna de plata que había donado la reina Isabel de Borbón, consorte de Felipe IV. Este arca estaba ricamente decorada. Cuando en 1627 la casa profesa de Madrid se trasladó a la plazuela de Herradores, se trasladaron los restos. Después de la expulsión de la Compañía de Jesús de España (1767) los restos continuaron en la iglesia, reconvertida en Real Oratorio de San Felipe Neri. Hacia finales del siglo XVIII el altar fue rehecho según diseño de Alejandro González Velázquez.
En 1809, tras la supresión de las órdenes religiosas decretada por José Bonaparte, el arca con los restos fue disimulada para que pareciera de bronce y tras no localizar al patrono de la iglesia (duque de Medinaceli) se recurre a la duquesa de Gandía, depositándose el arca en la iglesia del antiguo noviciado de los Jesuitas en la calle San Bernardo. Tras la marcha de los franceses en 1814, el duque de Medinaceli devolvió el arca a la iglesia de San Felipe Neri. En 1836 como consecuencia de la Desamortización de Mendizábal, los restos se trasladaron a la iglesia del convento de San Antonio del Prado, y posteriormente en 1890 a la iglesia de Jesús de Medinaceli. El 13 de agosto de 1863 se levantó un acta notarial de reconocimiento de los restos y se limpió la urna de su barniz broncíneo. 

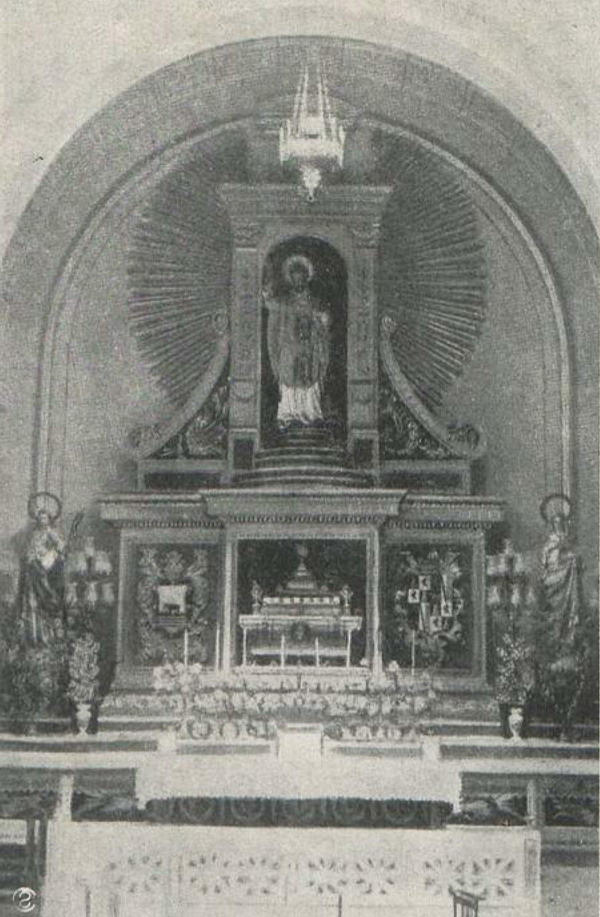
Vista del altar de San Francisco de Borja en la iglesia de la Tercera Casa Profesa de Madrid.

En 1901, tras la construcción de la nueva casa profesa de la Compañía de Jesús en la calle Flor, el 30 de julio se trasladan de forma solemne los restos a su iglesia. Ante este altar celebraba la Grandeza de España su fiesta, por ser San Francisco de Borja su patrono, al menos hasta 1930. En 1931 la casa profesa y su templo son incendiados, quedando el altar donde se disponía la urna totalmente calcinado. El arquitecto Pedro Muguruza y Alberto Fontana recogieron los restos óseos que se encontraban entre las cenizas del altar, siendo estos depositados en casa de la madre de Muguruza, en una urna de madera. Después de la Guerra civil española los restos fueron examinados en el Instituto de Medicina Legal a petición del superior de los jesuitas, Ignacio Romaña. En 1944 un equipo del citado instituto, dirigido por Manuel Pérez de Petinto, consiguió identificar los restos calcinados del santo jesuita, entre los restos óseos de tres personas. Esta identificación fue reconocida por el obispo de Madrid, Leopoldo Eijo y Garay.
Posteriormente la entonces duquesa viuda de Lerma encargó una nueva urna para contener los restos y costeó un nuevo altar dedicado al santo y en el que aún se albergan sus restos. El altar se situó en la iglesia (también dedicada al santo) de la nueva casa profesa de Madrid finalizada en 1950.

## Descripción
El altar se encuentra en el lado de la Epístola de la iglesia. Se encuentra elevado sobre el suelo de la iglesia por un escalón, además el perímetro del altar esta rodeado por una barandilla, abierta en su parte central. El retablo es de estilo clásico y está formado por un frontón sostenido por dos columnas corintias. El altar está realizado en mármoles y bronce dorado. 
La portada enmarca un óleo obra de Julio Moisés, representando la presencia divina durante una misa oficiada por san Francisco de Borja. Bajo el cuadro se guarda el arca de plata donde se conservan los  restos de san Francisco de Borja. La urna es de plata en estilo barroco clasizizante y en su parte anterior presenta en un cartucho la siguiente inscripción:  
EXVVIE SACRA
S.FRANCISCI BORGI
IV DVCIS GANDIÆ
III PRAP: GENERAES
SOC IESV
En el lado derecho del altar se guardan los restos del padre Diego Laínez, segundo prepósito general de la Compañía de Jesús.  
En la pared posterior del altar, del lado del claustro, se conserva el cuerpo de san José María Rubio, expuesto parcialmente bajo una máscara de cera.

### Individuales
1. ↑  Álvarez y Baena, Jose Antonio (1789). «Alejandro González Velázquez». Hijos de Madrid, ilustres en santitad dignidades, armas, ciencias y artes. Diccionario historico por el orden alfabetico de sus nombres. p. 15. Consultado el 22 de noviembre de 2022.
2. ↑  Cesbor (7 de enero de 2015). «Centro de Estudios Borjanos: Las reliquias de San Francisco de Borja y otro libro». Centro de Estudios Borjanos. Consultado el 24 de junio de 2022.
3. ↑  «Informaciones y noticias varias de Madrid. En honor del patrono de los Grandes.». ABC (periódico). 15 de mayo de 1928. p. 21.
4. ↑  «La fiesta de la Grandeza de España». ABC (periódico). 13 de mayo de 1930. p. 43.
5. ↑  Palacios Bañuelos, Luis (28 de marzo de 2020). Historia del Franquismo: España 1936-1975. Editorial Almuzara. ISBN 978-84-18205-92-7. Consultado el 24 de junio de 2022.
6. ↑  «Casa Profesa de Madrid». Google Arts & Culture. Archivado desde el original el 24 de junio de 2022. Consultado el 24 de junio de 2022.